# مارابولا، نیو ساوت ولز
مارابولا (به انگلیسی: Mallabula) یک حومه شهر در استرالیا است که در نیو ساوت ولز واقع شده‌است.